# 428 Monachia
428 Monachia је астероид главног астероидног појаса са пречником од приближно 17,65 km.
Афел астероида је на удаљености од 2,718 астрономских јединица (АЈ) од Сунца, а перихел на 1,896 АЈ.
Ексцентрицитет орбите износи 0,178, инклинација (нагиб) орбите у односу на раван еклиптике 6,199 степени, а орбитални период износи 1280,465 дана (3,505 године).
Апсолутна магнитуда астероида је 11,74 а геометријски албедо 0,114.
Астероид је откривен 18. новембра 1897. године.